# Agrostis amplax
Agrostis amplax é uma espécie de gramínea do gênero Agrostis, pertencente à família Poaceae.